# Nachtwacht (Ketnet)
Nachtwacht is een serie op de zender Ketnet. De reeks wordt door het productiehuis Studio 100 voor Ketnet gemaakt.  In respectievelijk 2018 en 2019 beleefden de eerste en tweede bioscoopfilm hun première, alsook een eerste theatershow in 2019. Een derde film verscheen eind 2021.

## Verhaal
De reeks gaat over de 'Nachtwacht', een bovennatuurlijk trio (Vladimir, Wilko en Keelin) met magische krachten, en hun magische raadsman Vega. Ze wonen allen in het dorpje Schemermeer, dat tevens een portaal is waaruit vaak wezens uit de onderwereld komen, meestal in menselijke gedaante. 
Schemermeer ligt erg afgelegen aan de rand van een groot bos. De tijd is er schijnbaar stil blijven staan. De dorpskern oogt middeleeuws (er is een smid in het dorp), en er wordt verder nooit naar andere dorpen of steden verwezen. Maar toch hebben verschillende personages een auto en een smartphone. In elke aflevering binden de drie helden de strijd aan met een nieuw boosaardig wezen.

## Personages

### Hoofdpersonages
De bescherming van Schemermeer ligt bij drie bovennatuurlijke, echter menselijk ogende wezens, die samen als 'Nachtwacht' andere wezens naar de onderwereld kunnen verbannen. Elk van hen heeft een unieke speciale gave.
Vladimir is de vampier van het gezelschap. In de reeks drinkt hij geen bloed, maar tomatensap. Hij is verzot op raadsels en mysteries. Ondanks zijn jonge uiterlijk, is hij maar liefst 200 jaar oud. Hij is een intelligente strateeg en een echte controlefreak. Hij kan zeer snel rennen en zichzelf onzichtbaar maken. Zoals het een echte vampier betaamt, kan hij niet tegen knoflook en heeft hij geen spiegelbeeld. 
Wilko, een negentienjarige weerwolf, is zeer sterk, snel en lenig. Hij is koppig en heeft soms moeite om zich te beheersen. Hij verdraagt geen aanraking met zilver. Ook vindt hij Sacha leuk, de nogal mondige inwonende tienerverwante van de herbergierster bij wie het trio inwoont en geregeld helpt.
Keelin, het enige meisje van de drie, is een elf. Ze houdt zich bezig met het maken van magische drankjes. Daarnaast functioneert ze ook vaak als een bliksemafleider wanneer haar vrienden nog weleens met elkaar willen vechten. Keelin is een meester in het voelen van magie, mensen en emoties. Haar kracht komt voort uit het elfenstof dat ze uit haar haren haalt. 
Ten slotte hebben we nog de gevangene in het boek. Zijn naam is Tiber(ius) Vega.  Hij is de vaderfiguur en de mentor van de Nachtwacht. Zelf is hij vroeger ook lid geweest van de Nachtwacht. Hij zit als een levende stripfiguur gevangen in een triptiek. In Vega's geval is deze triptiek een groot aantal boeken over het bovennatuurlijke. Hij weet ondanks zijn gevangenschap raad te geven aan de drie helden vanuit een magisch beschermde kamer in de herberg waar geen mensen kunnen komen. Vega hoopt vurig dat Keelin hem op een dag kan bevrijden uit de boeken, maar is gebonden aan de instructies van de gezant der magie.

### Andere personages
Sheriff Cooper, de politieman van Schemermeer, is een brompot die geen benul heeft van magie en vooral Wilko van kleine criminaliteit verdenkt. Hij treedt streng op wanneer de inwoners van Schemermeer iets doen wat hem niet zint en men kan ook weinig goed voor hem doen. Desondanks is hij in zijn rol als politieagent erg bekwaam en zal hij de inwoners van Schemermeer beschermen wanneer nodig. Hij heeft echter ook een zachte kant die zich uit in zijn oogje op de herbergierster.
Herbergierster Ella was de uitbaatster van de herberg van Schemermeer en de moeder van Sacha. Ze is een erg zelfstandige en sterke vrouw, die alles onder controle heeft, voor iedereen heeft ze een warme glimlach klaar, Cooper heeft een oogje op haar. Ella verdween op een dag uit Schemermeer zonder uitleg. (Uit de serie gegaan na seizoen 1.)
Herbergierster Helena is de tante van Sacha. Zoals Vega de vaderfiguur is van de Nachtwacht zou je kunnen zeggen dat Helena de moederfiguur is, al is ze wel duidelijk in het feit dat alle jeugd gewoon hard moet werken. Het grootste gedeelte van haar tijd brengt ze door in de herberg, maar als weer eens iets vreemds gebeurt in Schemermeer is ze vaak snel van de partij om te helpen. Ze houdt van kunst, cultuur en op zijn tijd rust. Ze weet echter nog niet echt wat ze met Coopers gevoelens moet.
Puber Sacha is de ca. 16-jarige dochter van Ella en het nichtje van Helena. Ze is nieuwsgierig en wil graag ook de wereld buiten Schemermeer verkennen. Hierdoor raakt ze echter weleens in de problemen waar ze vaak indirect ook haar bezorgde verzorgsters in meesleept. Hoewel Sacha goed bevriend is met de leden van De Nachtwacht, weet zij niets van hun geheime taak. Ze weet desondanks wel dat er wellicht iets met haar vrienden aan de hand is aangezien ze nog al vaak verdwijnen en Sacha dan maar hun werk moet doen.

## Rolverdeling

### Hoofdrollen
| Acteur          | Personage | Seizoen           | Periode      |
| --------------- | --------- | ----------------- | ------------ |
| Louis Thyssen   | Vladimir  | Seizoen 1 - heden | 2015 - heden |
| Giovanni Kemper | Wilko     | Seizoen 1 - heden | 2015 - heden |
| Céline Verbeeck | Keelin    | Seizoen 1 - 5     | 2015 - 2023  |
| Sophie Janssens | Keelin    | Theatershows      | 2023 - heden |
| Sven De Ridder  | Vega      | Seizoen 1 - heden | 2015 - heden |

### Recurrente rollen
| Acteur                | Personage             | Seizoen           | Periode      |
| --------------------- | --------------------- | ----------------- | ------------ |
| Peter Van De Velde    | Sheriff Cooper        | Seizoen 1 - heden | 2015 - heden |
| Luna Van Avermaet     | Sacha                 | Seizoen 1 - heden | 2015 - heden |
| Bert Cosemans         | Brik                  | Seizoen 2 - heden | 2016 - heden |
| Kristine Van Pellicom | Herbergierster Ella   | Seizoen 1         | 2015         |
| Brigitte Heitzer      | Herbergierster Helena | Seizoen 2 - heden | 2016 - heden |

## Afleveringen
| Seizoen | Afleveringen (seizoen) | Afleveringen (totaal) | Intromuziek             |
| ------- | ---------------------- | --------------------- | ----------------------- |
| 1       | 13                     | 56                    | Nachtwacht - Nachtwacht |
| 2       | 13                     | 56                    | Nachtwacht - Nachtwacht |
| 3       | 13                     | 56                    | Nachtwacht - Nachtwacht |
| 4       | 10                     | 56                    | Nachtwacht - Nachtwacht |
| 5       | 7                      | 56                    | Nachtwacht - Nachtwacht |

### Seizoen 1 (2015)
| Aflevering (seizoen) | Aflevering (serie) | Titel                      | Eerste uitzending Vlaanderen | Code  |  |
| --- | ------------------ | -------------------------- | ---------------------------- | ----- |  |
| 1 | 1                  | Het Panterwezen            | 4 oktober 2015               | 01x01 |  |
| Er zijn verschillende mannen verdwenen in Schemermeer. Inspecteur Cooper verdenkt Wilko. Gastacteurs: Sara Gracia Santacreu (Panterwezen / Felina), Aza Declercq (Mevrouw Weeks)                                                                  |                    |                            |                              |       |  |
| 2 | 2                  | De Wensdjinn               | 11 oktober 2015              | 01x02 |  |
| Als een ontsnapte wensdjinn de wensen van drie jarigen heeft vervuld, zal hij onoverwinnelijk worden en zullen de drie jarigen sterven. Gastacteurs: Noureddine Farihi (Wensdjin), David Michiels (boer Franco)                                   |                    |                            |                              |       |  |
| 3 | 3                  | De Mummie                  | 18 oktober 2015              | 01x03 |  |
| Een mummie wil vier mensen uit verschillende leeftijdsgroepen mummificeren. Gastacteurs: Vincent Banić (de mummie), Wim Danckaert (dokter Felix), Katrien Vandendries (Verpleegster)                                                              |                    |                            |                              |       |  |
| 4 | 4                  | De Minotaurus              | 25 oktober 2015              | 01x04 |  |
| Iedereen die het doolhof van de minotaurus betreedt, zal verdwalen en na zeven dagen in de onderwereld belanden. Gastacteurs: Jeremie Vrielynck (Jongen van de scouts), Saïn Vantomme (Scoutsleidster Ineke), Olivier Bisback (De Minotaurus)     |                    |                            |                              |       |  |
| 5 | 5                  | De Sirene                  | 6 november 2015              | 01x05 |  |
| Een sirene doet zich voor als bekende zangeres en wil in Schemermeer haar nieuwe koninkrijk stichten. Gastacteurs: Jasmine Jaspers (De sirene) |                    |                            |                              |       |  |
| 6 | 6                  | De Cycloop                 | 15 november 2015             | 01x06 |  |
| Een cycloop gaat in Schemermeer op zoek naar zielen, die hij in een diepe slaap laat vallen. Gastacteurs: Maarten Bosmans (Tristan, verkoper van zonnebrillen), Katrien Vandendries (Verpleegster), Menno Köhler (De cycloop)                     |                    |                            |                              |       |  |
| 7 | 7                  | De Trol                    | 29 november 2015             | 01x07 |  |
| Een Trol houdt zich schuil in een oude schuur nabij Schemermeer. Hij bouwt een poort naar de onderwereld. Gastacteurs: Soy Kroon (Jim (Trol in mensengedaante)), Jorge Verkroost (trol)                                                           |                    |                            |                              |       |  |
| 8 | 8                  | De Weerwolf                | 22 november 2015             | 01x08 |  |
| Een Weerwolf is tijdens het jaarlijkse dorpsfeest naar Schemermeer gekomen en ontvoert Sacha. Gastacteurs: Mathias Vergels (Romy, de weerwolf), Wim Peeters (Boer Francis)                                                                        |                    |                            |                              |       |  |
| 9 | 9                  | De Goblin                  | 6 december 2015              | 01x09 |  |
| Er vinden veel inbraken plaats in Schemermeer. Het wezen dat hierachter zit laat zich niet makkelijk vangen. Gastacteurs: Chris Willemsen (De goblin)                                                                                             |                    |                            |                              |       |  |
| 10 | 10                 | De Gorgo                   | 13 december 2015             | 01x10 |  |
| De gorgo komt naar Schemermeer om de Nachtwacht uit te schakelen. Zij wil hen in steen veranderen. Gastacteurs: Lize Feryn (De Gorgo/Marieke), Hans Peter Janssens (Viktor), Karel Deruwe (Lucas)                                                 |                    |                            |                              |       |  |
| 11 | 11                 | De Spelduivel              | 19 december 2015             | 01x11 |  |
| De inwoners van Schemermeer zijn levende pionnen op een groot schaakbord. Gastacteurs: Koen Van Impe (Spelduivel), Kato Spooren (Schoolmeisje (Spelduivel in vermomming)), Bram Spooren (Schooljongen), Tim Saey (Goochelaar)                     |                    |                            |                              |       |  |
| 12 | 12                 | De Lamia                   | 20 december 2015             | 01x12 |  |
| De Nachtwacht neemt het op tegen de Lamia, want als haar eieren uitkomen zullen de inwoners van Schemermeer dienen als voedsel. Gastacteurs: Jordi Rottier (Robin), Vincent Van Sande (Dylan), Laura Tesoro (Fran), Daniëlle Bubberman (De Lamia) |                    |                            |                              |       |  |
| 13 | 13                 | De Ruiter van de Apocalyps | 26 december 2015             | 01x13 |  |
| Wanneer de Ruiter van de Apocalyps een eenhoorn kan corrumperen, zal al het leven op aarde verdwijnen. Gastacteurs: Brik Van Dyck (Ruiter van de Apocalyps)                                                                                       |                    |                            |                              |       |  |

### Seizoen 2 (2016)
| Aflevering (seizoen) | Aflevering (serie) | Titel             | Eerste uitzending Vlaanderen | Code  |  |
| --- | ------------------ | ----------------- | ---------------------------- | ----- |  |
| 1 | 14                 | De Bermadoe       | 25 september 2016            | 02x01 |  |
| Schemermeer bevindt zich gehuld in een mysterieuze mist. Wanneer er steeds meer inwoners beginnen te verdwijnen gaat de Nachtwacht zich zorgen maken. Gastacteurs: Chris Corens (De bermadoe) |                    |                   |                              |       |  |
| 2 | 15                 | De Dryade         | 2 oktober 2016               | 02x02 |  |
| De dryade is doorgaans een vredelievend wezen, maar wanneer het ziet hoe de mensen in Schemermeer met hun natuur omgaan besluit het actie te ondernemen. Gastacteurs: Joke De Bruyn (De dryade), Bert Cosemans (Brik), Lander Depoortere (Gino) |                    |                   |                              |       |  |
| 3 | 16                 | De Triptiekgeest  | 9 oktober 2016               | 02x03 |  |
| Helena heeft een antiek schilderij gekocht en ondanks gemengde reacties besluit ze het in de herberg te hangen. Wat niemand echter weet is dat er een gevaarlijk wezen in het kunstwerk gevangen zit. Gastacteurs: Fred Van Kuyk (Jacques), Rik Verheye (Mystiek), Manon Verbeeck (Idyra)                                                                                    |                    |                   |                              |       |  |
| 4 | 17                 | De Domovoj        | 16 oktober 2016              | 02x04 |  |
| In korte tijd raakt een aantal bewoners van Schemermeer doodsbang door hun allergrootste angsten. Hun haar krijgt ook een witte streep. Gastacteurs: Laura Tesoro (Fran), Jordi Rottier (Robin), Thijs Antonneau (Diego) |                    |                   |                              |       |  |
| 5 | 18                 | De Draak          | 23 oktober 2016              | 02x05 |  |
| Wanneer een schattenjager een antiek kistje vindt, brengt hij heel Schemermeer in groot gevaar. Een draak neemt de identiteit aan van een van de Nachtwachts bekenden. Gastacteurs: Ivan Pecnik (Remco) |                    |                   |                              |       |  |
| 6 | 19                 | De Meestervampier | 30 oktober 2016              | 02x06 |  |
| Graaf Ragul heeft Vladimir in zijn macht. Vega, Keelin en Wilko proberen hun vriend te redden voordat het te laat is. Gastacteurs: Hans De Munter (Graaf Ragul), Oonagh Jacobs (Britt), Martijn Claes (Felix) |                    |                   |                              |       |  |
| 7 | 20                 | De Styx           | 6 november 2016              | 02x07 |  |
| Sacha raakt op een dag plotseling vermist. Als Helena ongerust op zoek naar haar nichtje gaat, verdwijnt ze vervolgens zelf ook. Gastacteurs: Dirk Lavrysen (Charon, de veerman) |                    |                   |                              |       |  |
| 8 | 21                 | De Stanislem      | 13 november 2016             | 02x08 |  |
| De Stanislem charmeert zijn slachtoffer om hem of haar uiteindelijk een kus des doods te geven. Dit doet hij door zich perfect aan te passen aan de voorkeur van zijn prooi. Gastacteurs: Menno Köhler (De Stanislem), Viktor Verhulst (figurant) |                    |                   |                              |       |  |
| 9 | 22                 | De Haxa           | 20 november 2016             | 02x09 |  |
| Op een dag zijn Sacha en Helena ineens verdwenen. Ook blijkt niemand ooit van de dames te hebben gehoord. (behalve Keelin en Vega weten nog wie ze zijn), De Haxa heeft Sacha en Helena behekst en wil zo haar kring uitbrengen. De Nachtwacht moet opschieten anders zullen ze hun vrienden voorgoed verliezen. Gastacteurs: Bert Cosemans (Brik), Patricia Goemaere (Haxa) |                    |                   |                              |       |  |
| 10 | 23                 | De Wolvin         | 27 november 2016             | 02x10 |  |
| Een gevaarlijke weerwolf heeft Fran aangevallen. Gastacteurs: Laura Tesoro (Fran) |                    |                   |                              |       |  |
| 11 | 24                 | De Safnari        | 4 december 2016              | 02x11 |  |
| Alle bovennatuurlijke krachten, ook van de Nachtwacht, worden gestolen door de Safnari. Gastacteurs: Maarten Claeyssens (De safnari), Walter De Donder (De gezant) |                    |                   |                              |       |  |
| 12 | 25                 | De Tijdrover      | 11 december 2016             | 02x12 |  |
| Een mysterieus wezen in Schemermeer doet de tijd in een lus keren, wat enkel Keelin beseft. Elke dag verloopt exact hetzelfde, totdat om één over twaalf de klok terugkeert. Gastacteurs: Lykele Muus (De Tijdrover) |                    |                   |                              |       |  |
| 13 | 26                 | Demon Lilith      | 18 december 2016             | 02x13 |  |
| Helena gedraagt zich plots onvriendelijk en gestrest. Ook moeten ineens alle kinderen het dorp uit. Een legende voorspelt dat de demon Lilith alle achter achterkleinkinderen van haar vijanden zal meenemen naar de onderwereld. Gastacteurs: Lander Severins (Tom), Lennart Lemmens (Jimmy), Lotte Pinoy (Demon Lilith/Isolde)                                             |                    |                   |                              |       |  |

### Seizoen 3 (2017)
| Aflevering (seizoen) | Aflevering (serie) | Titel                   | Eerste uitzending Vlaanderen | Code  |  |
| --- | ------------------ | ----------------------- | ---------------------------- | ----- |  |
| 1 | 27                 | Het Monster (Annabelle) | 24 september 2017            | 03x01 |  |
| Cooper start een zoekactie nadat er verschillende diefstallen plaatsvinden in Schemermeer. De leden van de Nachtwacht ontdekken wie het is en waar ze vandaan komt. Gastacteurs: Free Souffriau (Monster)     |                    |                         |                              |       |  |
| 2 | 28                 | De Greystook            | 1 oktober 2017               | 03x02 |  |
| Enkele inwoners van Schemermeer zijn ziek. Ze hebben een zwart-witte huid en witte ogen. Het is onduidelijk wat ze hebben. Gastacteurs: Door van Boeckel (Igor Braslov), Günther Lesage (Aron)                |                    |                         |                              |       |  |
| 3 | 29                 | De Veheros              | 8 oktober 2017               | 03x03 |  |
| Een demon neemt bezit van een auto en rijdt naar Schemermeer. Gastacteurs: Dirk Bosschaert (Francis), Oonagh Jacobs (Britt), Martijn Claes (Felix)                                                            |                    |                         |                              |       |  |
| 4 | 30                 | Lucifer                 | 15 oktober 2017              | 03x04 |  |
| Lucifer komt naar Schemermeer om bezit te nemen van een iemand en vervolgens voor 24:00 te trouwen met zijn prooi. Gastacteurs: Jan Van Hecke (Juan), Bert Cosemans (Brik), Bettina Berger (Priesteres)       |                    |                         |                              |       |  |
| 5 | 31                 | De klopgeest            | 22 oktober 2017              | 03x05 |  |
| Twee jonge mannen hebben een huis in Schemermeer gekocht. Wat ze niet weten is dat er een klopgeest rondzwerft in het gebouw. Gastacteurs: Louis Talpe (Lennert), Koert-Jan de Bruijn (Rob)                   |                    |                         |                              |       |  |
| 6 | 32                 | De Leviathan            | 29 oktober 2017              | 03x06 |  |
| Een oud waterwezen komt naar Schemermeer. Gastacteurs: Pieter Piron (Lucien), Tania Cnaepkens (Marie) |                    |                         |                              |       |  |
| 7 | 33                 | De Monsterjager         | 5 november 2017              | 03x07 |  |
| Een mysterieuze vrouw komt naar Schemermeer om een dief in te rekenen en verzamelt van iedere inwoner het DNA. De identiteit van de Nachtwacht raakt op het spel. Gastacteurs: Demi Matenahoru (Monsterjager) |                    |                         |                              |       |  |
| 8 | 34                 | De Shifter              | 12 november 2017             | 03x08 |  |
| Vladimir wil dat Wilko de Nachtwacht verlaat. Later wil Wilko van Keelin af, en Keelin van Vlad. Dan krijgt Keelin door dat een wezen hen tegen elkaar opzet.                                                 |                    |                         |                              |       |  |
| 9 | 35                 | De Phobetor             | 19 november 2017             | 03x09 |  |
| Helena en een gast worden in een diepe slaap teruggevonden met drie paarse strepen op hun wang. Niemand krijgt hen wakker.                                                                                    |                    |                         |                              |       |  |
| 10 | 36                 | Korrigan de Waarzegster | 26 november 2017             | 03x10 |  |
| Sacha bezoekt een waarzegster op de kermis. Maar de toekomst die haar wordt voorspeld is helemaal niet zo fijn. En dan komt die voorspelling ook nog eens uit. Gastacteurs: Amaryllis Uitterlinden (Korrigan) |                    |                         |                              |       |  |
| 11 | 37                 | Skulltor de Riddergeest | 03 december 2017             | 03x11 |  |
| Na een bezoek aan kasteel Beauvoorde, krijgt Sacha een brief van een geheime aanbidder. Ze denkt dat het een grap van Wilko is, maar dat blijkt niet zo te zijn...                                            |                    |                         |                              |       |  |
| 12 | 38                 | De Stille Tweeling      | 10 december 2017             | 03x12 |  |
| Een oude bekende van Vega komt terug naar Schemermeer. De vorige Nachtwacht had gefaald in het terugsturen. Gastacteurs: Stefanie Claes & Barbara Claes (tweeling), Bert Cosemans (Brik)                      |                    |                         |                              |       |  |
| 13 | 39                 | De Metentis             | 17 december 2017             | 03x13 |  |
| Omdat de oogsten mislukken, kampt Schemermeer met een ernstig voedseltekort. Niemand weet hoe dit kan. Gastacteurs: Sven de Wijn (Metentis), Bert Cosemans (Brik)                                             |                    |                         |                              |       |  |

### Seizoen 4 (2018)
| Aflevering (seizoen) | Aflevering (serie) | Titel                     | Eerste uitzending Vlaanderen | Code  |  |
| --- | ------------------ | ------------------------- | ---------------------------- | ----- |  |
| 1 | 40                 | Memoraia                  | 16 september 2018            | 04x01 |  |
| Eerst verliest Sacha haar geheugen. En daarna Cooper. Wilko zag een vlinder misschien heeft de vlinder er iets mee te maken? Gastacteurs: Jung Sun den Hollander (Memoraia), Jan Van Hecke (Juan)                                                                                              |                    |                           |                              |       |  |
| 2 | 41                 | De vloek                  | 23 september 2018            | 04x02 |  |
| Alles dat het meisje Aurum aanraakt verandert in goud. Zo ook Sacha en Wilko. Om haar van haar vloek af te helpen, roepen Keelin en Vlad de dode Eksterheks op. Gastacteurs: Sarah-Lynn Clerckx (Aurum)                                                                                        |                    |                           |                              |       |  |
| 3 | 42                 | Vox Inferis               | 30 september 2018            | 04x03 |  |
| Een buikspreker komt naar Schemermeer. Zijn pop lijkt meer te weten over de Nachtwacht. Gastacteurs: Charley Pasteleurs (Boer Leon) |                    |                           |                              |       |  |
| 4 | 43                 | Oculus, het Spiegelwezen  | 7 oktober 2018               | 04x04 |  |
| In het bos staat een mysterieuze spiegel. Al snel wordt Wilko gevangen genomen in een spiegelwereld. Even later wordt Keelin ook gevangen genomen. Vlad moet een manier zoeken om ze te redden.                                                                                                |                    |                           |                              |       |  |
| 5 | 44                 | Kerberus, de Poortwachter | 14 oktober 2018              | 04x05 |  |
| Ineens wordt de Nachtwacht gearresteerd omdat ze monsters zijn. Heel Schemermeer blijkt van hun geheim te weten. De drie staan machteloos. Vega schakelt de hulp van Sacha in. Gastacteurs: Steve Van Nuffel (Edgar), Bert Cosemans (Brik), Matthew Michel (Kerberus)                          |                    |                           |                              |       |  |
| 6 | 45                 | Beloea, het Moddermonster | 21 oktober 2018              | 04x06 |  |
| In het bos van Schemermeer wordt een weg aangelegd. Daar is echter niet iedereen even blij mee. Tijdens de werken wordt Brik de stuipen op het lijf gejaagd door een moddermonster. Cooper en de Nachtwacht gaan op onderzoek. Gastacteurs: Sid Van Oerle (Antoine), Bert Cosemans (Brik)      |                    |                           |                              |       |  |
| 7 | 46                 | De Beschermer             | 28 oktober 2018              | 04x07 |  |
| Sacha vindt een prachtige maansteen in het bos. Keelin voelt dat er iets aan de hand is met de steen, maar kan niet zeggen wat. Ondertussen zorgt een groot en sterk wezen voor onrust in Schemermeer. Het lijkt op zoek te zijn naar iets... Gastacteur: Alycia Metdepenningen (Het Maankind) |                    |                           |                              |       |  |
| 8 | 47                 | Het Masker                | 11 november 2018             | 04x08 |  |
| Op de plaatselijke rommelmarkt voelt Sacha zich aangetrokken tot een mysterieus masker. Ze ontdekt al snel dat het masker speciale krachten heeft, wat ze erg cool vindt. Maar het masker krijgt steeds meer een duistere invloed op haar... Gastacteurs: Tom Viaene (Schoenenverkoper)        |                    |                           |                              |       |  |
| 9 | 48                 | Nyckel                    | 18 november 2018             | 04x09 |  |
| Helena koopt een oud bordspel over Schemermeer. Wanneer ze het samen met Keelin, Vlad, Sacha en Cooper wil spelen, raken ze opgesloten in de wereld van het spel. Het is nu aan Wilko om het spel slim te spelen en zijn vrienden te bevrijden. Gastacteurs: Katrien De Becker (Nyckel)        |                    |                           |                              |       |  |
| 10 | 49                 | Reika                     | 25 november 2018             | 04x10 |  |
| Vlad ontmoet een oude vriendin in Schemermeer. Keelin en Wilko vragen zich af of Vlad wel echt blij is haar te zien. Gastacteurs: Jolijn Henneman (Reika) |                    |                           |                              |       |  |

### Seizoen 5 (2020)
| Aflevering (seizoen) | Aflevering (serie) | Titel              | Eerste uitzending Vlaanderen | Code  |  |
| --- | ------------------ | ------------------ | ---------------------------- | ----- |  |
| 1 | 50                 | Sepidas            | 6 september 2020             | 05x01 |  |
| Enkele inwoners van Schemermeer, waaronder Helena en Cooper, beginnen plots om een onverklaarbare reden te slaapwandelen. Zelf weten ze er helemaal niks meer van. De leden van de Nachtwacht vinden het verdacht en gaan op onderzoek uit. Gastacteurs: Juan Gerlo (Sepidas)                                                                             |                    |                    |                              |       |  |
| 2 | 51                 | Rama, de collector | 13 september 2020            | 05x02 |  |
| Er is iets vreemd aan de hand met Helena: haar reflectie heeft geen gezicht meer en ze gedraagt zich ook anders. Er blijken nog meer mensen in Schemermeer zijn met hetzelfde probleem. De nachtwacht komt op het spoor van een Collector. Gastacteurs: Herwig Ilegems (De collector)                                                                     |                    |                    |                              |       |  |
| 3 | 52                 | Tarantula          | 20 september 2020            | 05x03 |  |
| Het goedaardige wezen Tarantula is in Schemermeer beland. Alleen klopt er iets niet. Er gebeuren allerlei dingen die doen vermoeden dat ze op het slechte pad is beland. De Nachtwacht onderzoekt wat er aan de hand is met Tarantula. Gastacteurs: Jordi Rottier (Robin), Bert Cosemans (Brik), Alyssa Luypaert (Tarantula), Peter Van den Eede (Dragos) |                    |                    |                              |       |  |
| 4 | 53                 | Varian             | 27 september 2020            | 05x04 |  |
| Cooper doet van de ene op de andere dag heel erg apathisch, en ook zijn ogen zijn helemaal zwart geworden. Met de hulp van Vega constateert de Nachtwacht dat hij geen ziel meer heeft en zoekt uit welk wezen hievoor verantwoordelijk is. Gastacteurs: Emiel de Jong (Varian)                                                                           |                    |                    |                              |       |  |
| 5 | 54                 | Okaju              | 4 oktober 2020               | 05x05 |  |
| Een doordringende gil zet 's nachts heel Schemermeer in rep en roer, maar de bron wordt niet gevonden. De volgende dag wordt Brik bewusteloos aangetroffen in het bos. De Nachtwacht ontdekt een verband is tussen beide gebeurtenissen. Gastacteurs: Bert Cosemans (Brik), Helle Vanderheyden (Okaju)                                                    |                    |                    |                              |       |  |
| 6 | 55                 | Nebulus            | 11 oktober 2020              | 05x06 |  |
| Als Cooper en Helena spoorloos verdwijnen, beseft de Nachtwacht dat ze te maken hebben met Dwaallichtjes, maar die doen normaal gezien geen vlieg kwaad. Het duurt niet lang voor ze op het spoor komen van een slecht wezen dat hen aanstuurt. |                    |                    |                              |       |  |
| 7 | 56                 | Gwendolyn          | 18 oktober 2020              | 05x07 |  |
| Sacha wil een oud poppenhuis dat ze in de kelder vond verkopen op de rommelmarkt. Als Sacha en Helena daarna plots verdwijnen, vermoed de Nachtwacht dat dit te maken heeft het vreemde poppenhuis. Gastacteurs: Vajèn van den Bosch (Gwendolyn) |                    |                    |                              |       |  |

## Merchandising

### Dvd's
- Nachtwacht: Volume 1: 6 afleveringen van seizoen 1;
- Nachtwacht: Volume 2: 7 afleveringen van seizoen 1;
- Nachtwacht: Volume 3: 6 afleveringen van seizoen 2;
- Nachtwacht: Volume 4: 7 afleveringen van seizoen 2;
- Nachtwacht: Volume 5: 7 afleveringen van seizoen 3;
- Nachtwacht: Volume 6: 6 afleveringen van seizoen 3;
- Nachtwacht: Volume 7: 5 afleveringen van seizoen 4;
- Nachtwacht: Volume 8: 5 afleveringen van seizoen 4;
- Nachtwacht: Volume 9: 7 afleveringen van seizoen 5.

### Cd's
- Nachtwacht (2018)
- Zwijgen is Goud (2021)

### Boeken
- Nachtwacht: Encyclopedie der wezens van de onderwereld - deel 1: 13 verhalen over de afleveringen van het eerste seizoen;
- Nachtwacht: Encyclopedie der wezens van de onderwereld - deel 2: 13 verhalen over de afleveringen van het tweede seizoen;
- Nachtwacht: Encyclopedie der wezens van de onderwereld - deel 3: 13 verhalen over de afleveringen van het derde seizoen;
- Nachtwacht: Encyclopedie der wezens van de onderwereld - deel 4: 10 verhalen over de afleveringen van het vierde seizoen & het verhaal van De Poort der Zielen;
- Nachtwacht: Encyclopedie der wezens van de onderwereld - deel 5: 7 verhalen over de afleveringen van het vijfde seizoen & het verhaal van Het Duistere Hart.
- Nachtwacht: Ad Inferos - 6 verhalen over de afleveringen van het eerste seizoen;
- Nachtwacht: Monsterstrijd - 6 verhalen over de afleveringen van het eerste seizoen;
- Nachtwacht: Schemermeer - 6 verhalen over de afleveringen van het tweede seizoen;
- Nachtwacht: Tijd voor toverij - 6 verhalen over de afleveringen van het tweede seizoen;
- Nachtwacht: De Geheime Kamer - 7 verhalen over de afleveringen van het derde seizoen;
- Nachtwacht: Mysterieuze Krachten - 6 verhalen over de afleveringen van het derde seizoen;
- Nachtwacht: Volle Maan - 6 verhalen over de afleveringen van het vierde seizoen;
- Nachtwacht: Eeuwige duisternis - 4 verhalen over de afleveringen van het vierde seizoen & het verhaal van "De Poort der Zielen"
- Nachtwacht: Griezelhelden - 5 verhalen over de afleveringen van het vijfde seizoen;
- Nachtwacht: Het uur van het kwaad - 2 verhalen over de afleveringen van het vijfde seizoen & het verhaal van "Het Duistere Hart"
- Nachtwacht Fanboek
- Nachtwacht: De Poort der Zielen
- Nachtwacht: Het Duistere Hart
- Nachtwacht: De Dag van de Bloedmaan

### Stripreeks
Sinds 2019 verschijnen er 3 delen per jaar.
- Tekenaar: Steve Van Bael
- Scenario: Peter Van Gucht
- Uitgeverij: Standaard Uitgeverij

#### Albums
| Nr. | Titel                | Verschijningsdatum |
| --- | -------------------- | ------------------ |
| 1 | De Absorbant         | 28 januari 2019    |
| Wanneer Keelin een toverspreuk ontdekt waarmee het portaal naar de onderwereld kan afgesloten worden, twijfelt de Nachtwacht om dat ook daadwerkelijk te doen. Enerzijds zou dat de veiligheid van Schemermeer ten goede komen, maar anderzijds blijft de vraag waarom de toverspreuk nooit eerder werd gebruikt. Vega besluit eerst de Raad der Wijzen te raadplegen. Maar daar denkt Wilko dan weer anders over. Hij heeft ruzie met Vlad en wil niet langer met hem samenwerken. Daarom besluit hij op eigen houtje de onderwereld af te sluiten zodat de Nachtwacht overbodig wordt. |                      |                    |
| 2 | De Zwarte Stormdemon | 11 juni 2019       |
| Wanneer overal bliksemschade wordt gesignaleerd in de buurt van Schemermeer gaat de Nachtwacht op onderzoek uit. Ze ontdekken dat de stormdemon ontsnapt is uit de onderwereld. Maar de woeste demon laat zich niet zo gemakkelijk terugsturen door de Nachtwacht. Hij wordt beschermd door een oeroude kracht... de liefde. |                      |                    |
| 3 | Queen Halloween      | 27 september 2019  |
| Het is Halloween in Schemermeer. Iedereen is verkleed voor het grote griezelfeest op het plein. De sfeer zit er goed in totdat iedereen zich vreemd begint te gedragen: alle dorpelingen veranderen in hun personage! De Nachtwacht staat voor een raadsel... |                      |                    |
| 4 | De Hellehond         | 12 mei 2020        |
| Schemermeer krijgt onverwachts hoog bezoek: Igor, de oudste vampier uit de onderwereld. Hij is op zoek naar de president van de Hoge Raad. Deze werd kort daarvoor ontvoerd en is sindsdien spoorloos verdwenen. De Nachtwacht besluit Igor te helpen bij zijn onderzoek en kan de president lokaliseren. Maar als ze haar willen bevrijden worden ze geconfronteerd met een geduchte tegenstander, Triofuria, de Hellehond. Het drietal zet alles op alles om het monster te verslaan maar beseffen niet dat ze zich zo nog méér in de problemen werken... |                      |                    |
| 5 | Het Monsternest      | 21 september 2020  |
| Parisiana is een weeskind en logeert een tijdje in de herberg. Ze heeft stiekem een oogje op Vladimir, maar hij beseft dat hij als vampier nooit een normale relatie met haar kan hebben. Het meisje is dol op vogels en gaat vaak op fotojacht. Zo merkt ze dat de vogels uit het bos zich vreemd en agressief gedragen. Grote groepen kwaadaardige kraaien vallen zelfs de bewoners van Schemermeer aan! De Nachtwacht zet alles op alles om de oorzaak van dit bizarre gedrag te achterhalen. |                      |                    |
| 6 | Vuuroog              | 1 december 2020    |
| Vlad wil de toekomst met de glazen bol van Keelin. Als hij bol kapot laat vallen besluit hij een nieuwe uit de onderwereld te halen. Dit blijkt een uiterst gevaarlijke onderneming want zijn tegenstander die de bol bezit weet telkens precies wat Vlad van plan is. |                      |                    |
| 7 | Het Fedora Fantoon   | 12 mei 2021        |
| Wanneer de Nachtwacht versleten toverspullen verbrandt, bevrijden ze per ongeluk Fedora, een oude geest met ontzaglijke magische krachten. Het fantoom vestigt zich in de hoed van Cooper en krijgt hem zo meteen in zijn macht. De Nachtwacht onderzoekt de zaak en wil ingrijpen maar Fedora is hen te snel af. Met betoverde hoeden overmeestert hij de inwoners van Schemermeer en zet hen aan het werk in zijn hoedenfabriek. Met deze magische hoofddeksels wil het fantoom een slavenleger oprichten om de wereld te veroveren. De Nachtwacht staat voor een haast onmogelijke opdracht, zeker wanneer Wilko ten prooi valt aan Fedora. |                      |                    |
| 8 | De duivelskermis     | 19 augustus 2021   |
| Het geratel en getakel van een spectaculaire achtbaan lokt de enthousiaste bewoners van Schemermeer naar Festimo, de nieuwe kermis in het dorp. Ook de Nachtwacht wil zo snel mogelijk de attracties uitproberen. Maar onderweg ontdekken ze achter een heg een haast levenloze, totaal verkrampte Sacha. Ze is het slachtoffer geworden van zeer gevaarlijke magie. Onderzoek wijst uit dat Sacha naar de kermis is geweest en dat de oorzaak van haar zorgwekkende toestand daar te vinden moet zijn. Wanneer Vlad, Wilko en Keelin Festimo binnenstappen, ontdekken ze de akelige waarheid die hen bijna het leven zal kosten. |                      |                    |
| 9 | De machinegeest      | 24 november 2021   |
| Bij een hevig gevecht met een gevaarlijke demon ontsnapt Keelin maar op het nippertje aan de dood. Gelukkig kan Vlad erger voorkomen en wordt de demon teruggestuurd naar de onderwereld. Hoewel Keelin er vrij ongeschonden uitkomt, beslist de Hoge Raad om hen meer bescherming te bieden. Daarvoor maken ze gebruik van de diensten van Teléria, een elf die gespecialiseerd is in magische natuurkrachten. Zij meet de Nachtwacht speciale vesten aan die hen beschermen dankzij de magie van Spirita, een onderwereldse energiebron. Maar Spirita blijkt onbetrouwbaar en de beschermende vesten keren zich tegen de Nachtwacht. Tot overmaat van ramp stuurt Spirita de homunculus naar de aarde: kleine wezentjes die machines tot leven wekken. Plan is om van de vesten af te komen en Spirita uit te schakelen in de onderwereld. Maar het wezen verschuilt zich in een al even bizarre als gevaarlijke wereld. |                      |                    |

## Bioscoopfilms

### Nachtwacht: De poort der zielen(2018)
Première: 8 december 2018 in Kinepolis Antwerpen.

#### Verhaal
De bewoners van het pittoreske Schemermeer maken zich op voor een groot dorpsfeest. Vladimir, Wilko en Keelin, de leden van de Nachtwacht, hebben extra reden tot feesten want hun vriend en mentor Vega mag eindelijk uit zijn boek komen. Maar de vreugde is van korte duur want de drie helden krijgen slecht nieuws te horen. Iemand van hen zal immers de Nachtwacht moeten verlaten. Ondertussen beraamt de opperdemon Nemmeza snode plannen om alleenheerser te worden over alle werelden. Zal de Nachtwacht sterk genoeg zijn om dit duistere wezen tijdig te stoppen?

#### Gastrollen
| Acteur                | Personage |
| --------------------- | --------- |
| Hilde De Baerdemaeker | Nemmeza   |
| Kevin Bellemans       | Renvie    |
| Cathérine Kools       | Juno      |
| Juvat Westendorp      | Gideon    |
| Peter Thyssen         | Roman     |
| Annemieke Verdoorn    | President |

### Nachtwacht: Het duistere hart(2019)
Première: 11 december 2019 in Kinepolis Antwerpen.

#### Verhaal
Keelin, Vlad en Wilko zijn uitgenodigd voor de Kristalceremonie in het Elfenrijk. Tijdens die plechtigheid zal het Elfenkristal normaal gezien een van de Raadgevers van Koningin Melisande aanwijzen om haar op te volgen. Maar tot ieders verwondering wordt Keelin aangeduid als nieuwe koningin. De Nachtwacht is nog niet van haar verbazing bekomen wanneer Keelin wordt ontvoerd door Wilko. Vlad en Vega geloven in de onschuld van Wilko en besluiten uit te zoeken wat er aan de hand is...

#### Gastrollen
| Acteur                | Personage          |
| --------------------- | ------------------ |
| Maaike Cafmeyer       | Koningin Melisande |
| Lauren Versnick       | Aurel              |
| Steven Van Herreweghe | Haldur             |
| Thijs Boermans        | Sylvar             |
| Erik de Vogel         | Volac              |
| Marie Verhulst        | Arachnia           |

### Nachtwacht: De dag van de bloedmaan(2021)
Première: 15 december 2021

#### Verhaal
Vlad, Keelin & Wilko komen terecht in het rijk der weerwolven. Hier heeft Wilko’s vader, Lupino, de wilde weerwolfclans in vrede verenigd. Samen met Wilko’s zus Rhea wil hij de weerwolven de moderne tijd inleiden. Er wordt echter tegen hem samengespannen door enkelen die juist terug willen naar het recht van de sterkste. Tijdens een duister offerritueel creëren zij de Bloedmaan, een eeuwige zonsverduistering die de weerwolven woest en wild maakt. En er ontstaat een krachtig, onverslaanbaar monster. Onverslaanbaar? Ook voor de Nachtwacht?

#### Gastrollen
| Acteur                  | Personage |
| ----------------------- | --------- |
| Nora Gharib             | Rhea      |
| Begir Memeti            | Lupino    |
| Guga Baúl               | Bardal    |
| Gregory Van Damme       | Quil      |
| Immanuel Lemmens        | Romelus   |
| Saartje Vandendriessche | Zavera    |
| Door Van Boeckel        | Enigma    |

## Theatershows

### Het Vervloekte Perkament(2019)
Première: 14 september 2019 in cultuurcentrum Asse.

#### Verhaal
De helden van de Nachtwacht bereiden zich voor op het Nachtwacht examen en studeren met z’n drieën in de bibliotheek van de Hoge Raad. Wat ze niet weten, is dat een wezen met slechte bedoelingen, Tirak, de bibliotheek is binnengedrongen met maar één doel: alle wijsheid uit de boeken stelen en vernietigen. Wanneer ze in haar opzet geslaagd is, wordt de noodtoestand afgekondigd en gaat de bieb in lockdown. Slaagt de Nachtwacht erin om de wijsheid van de boeken te redden én Tirak uit te schakelen?

#### Gastrol
| Acteur          | Personage |
| --------------- | --------- |
| Manon De Boevre | Tyrak     |

### Het Vampierenbal(2020-2021)
Première: 17 oktober 2020 in Stadsschouwburg Antwerpen.

#### Verhaal
Vlad mag dit jaar het groot vampierenbal organiseren. Elke honderd jaar vindt dit bal traditiegetrouw plaats in het kasteel van zijn oom Baldric, en telkens opnieuw wordt het georganiseerd door iemand uit een vampierfamilie. Het is een grote eer voor Vlad, en hij wil dan ook zijn uiterste best doen om er een groots feest van te maken. Keelin en Wilko gaan mee en helpen Vlad met het organiseren van het bal.
Wanneer de drie aankomen in het lege kasteel en alle voorbereidingen willen treffen, ondervinden ze al snel dat er rare dingen gebeuren: vreemde geluiden, een deur die zomaar dichtslaat, een kroonluchter die naar beneden valt,…
Keelin, Vlad en Wilko denken eerst dat er een klopgeest aan het werk is, maar ontdekken al snel dat er een wezen verbonden is aan het kasteel. Het wezen wil hen daar weg. Kunnen ze met z’n drieën een manier vinden om het kasteel en het wezen van elkaar te ontbinden, zodat ze het terug naar de Onderwereld kunnen sturen en het Vampierenbal kan doorgaan?

#### Gastrol
| Acteur        | Personage |
| ------------- | --------- |
| Oonagh Jacobs | Adelina   |

### Het Donkere Spiegelbeeld(2022)
Première: 1 oktober 2022 in cultuurcentrum Asse.

#### Verhaal
In hun derde theatershow komen Vlad, Keelin en Wilko tegenover hun grootste vijand ooit te staan: een spiegelbeeld van zichzelf, een Nachtwacht met duistere krachten!
| Acteur       | Personage |
| ------------ | --------- |
| Kürt Rogiers | Zorax     |

### Het Academie Mysterie(2023)
Première: 30 september 2023 in cultuurcentrum Asse.
| Acteur             | Personage |
| ------------------ | --------- |
| Belinda Voorspoels | Tashira   |

### De Bevroren Sneeuwkoningin(2024)
Première: 28 september 2024 in in cultuurcentrum Asse.  
| Acteur             | Personage             |
| ------------------ | --------------------- |
| Joke Van Robbroeck | Sneeuwkoningin Frosta |
| Joram Haesebeyt    | IJsgeest Iskal/Butler |